# Gent RFC
Gent RFC (voluit Gent Rugby Football Club) is een Belgische rugbyclub uit Gent. De club is aangesloten bij de Belgische Rugby Bond en heeft groen en wit als kleuren.

## Geschiedenis
De club is opgericht in het jaar 1969. In 1969 speelden een paar Gentenaars bij de rugbyploeg van ASUB-Brussel. De verplaatsingen naar Brussel waren echter te moeilijk en er werd in het Gentse een nieuwe club opgericht door Jacques Rogge, (ex-)voorzitter van verschillende Olympische Comités, zijn broer Philippe, Pierre Saverys, Jan Standaert en Guy Callebaut. Aanvankelijk speelde men in Langerbrugge, maar door de oprukkende industrie verhuisde men naar Laarne.
De club schreef in 1970 met "Gent Rugby Football Club" en "The Bulls" al twee ploegen in en kende al gauw succes. Het was de tweede club in Vlaanderen, na Alfa St. Gillis Dendermonde (het latere Zenith Dendermonde) en reeds bij het debuutseizoen haalde men een tweede plaats in Tweede Nationale. In 1971 kende men nog meer succes en men werd de eerste niet-Franstalige club die naar de hoogste klasse promoveerde. In 1972 deed men het ook in de eerste afdeling goed en haalde men een tweede plaats. In de Beker van België bereikte men de finale, waar werd verloren van Brussels British. Na zes jaar op het hoogste niveau zakte men in 1975 weer. Daar kon men wel nog drie jaar zijn reeks winnen, maar in de eindronde kon men geen nieuwe promotie afdwingen.
Eind jaren 70 begon men met verschillende jeugdploegen. De club verhuisde in 1983 van Laarne naar de Blaarmeersen aan de Watersportbaan in Gent en speelde nu voor het eerst effectief in het centrum van Gent. De eerste ploeg zakte ondertussen naar Derde Nationale en zelfs even een seizoen naar Vierde Nationale. Het verblijf daar was van korte duur en de club kon zelfs even terug opklimmen naar Tweede Nationale. In 1997/98 keerde men na 23 jaar ook even terug naar de hoogste afdeling en de club begon ook met een vrouwenploeg.
Na enkele jaren was Gent afgezakt naar de laagste klasse, vooral door een gebrekkige motivatie en een gebrek aan spelers. Na de hervormingen in 2008 speelde Gent RFC in de 1ste regionale afdeling. In het seizoen 2009/10 kon promotie afgedwongen worden naar 3de nationale en in het daarop volgende seizoen 2010/2011 werd een tweede ploeg (her)opgericht, nl. de Gent dragons. Deze moesten voor een bredere basis zorgen met het oog op de toekomst van de club en dient tegenwoordig als leerschool voor reserves en weinig ervaren spelers die in de laagste klasse matchen kunnen afwerken. Op 20 februari 2011 werd het clubhuis van Gent RFC officieel geopend. Ook dit staat in het kader van een hernieuwde professionalisering van de club. Door op de laatste speeldag van seizoen 2010/2011 ASUB Waterloo 3 te verslaan kon behoud in de nationale afdeling afgedwongen worden.
In het seizoen 2011/2012 kon Gent de degradatie niet vermijden, maar het daaropvolgende jaar 2012/2013 domineerde Gent RFC vanaf speeldag één de competitie en werd autoritair kampioen. Sinds 2013 is Gent een stevige middenmoter geworden in derde nationale. Op hun kunstgrasvelden weten ze alle ploegen in de problemen te brengen en hun thuisreputatie is ongeëvenaard in derde nationale. 
Op 25 maart 2018 won Gent RFC - ongeslagen dat seizoen én vier speeldagen voor het einde van de competitie - met 7-57 van RC Diabolos Schilde en kon zo het kampioenschap verzekeren. Hierdoor keerde de club na een lange periode terug naar de tweede nationale afdeling.

## Ghent Easter Rugby
Elk jaar organiseert Gent RFC een groot paastornooi gedurende het paasweekend waarop zowel binnen-als buitenlandse ploegen afkomen. In 2018 was dit tornooi aan zijn 30ste editie toe. Op het tornooi zijn zowel mannen- als vrouwenploegen aanwezig. Sinds 2018 bevat het toernooi een X's, een VII's en een touchrugby reeks.

## Resultaten
Situatie op 27 april 2018
| seizoen   | competitie XV   | eindstand | opmerking                                    |
| --------- | --------------- | --------- | -------------------------------------------- |
| 2003/2004 | 4de nationale   | 8         | degradatie naar 5de                          |
| 2004/2005 | 5de nationale a | 1         | promotie naar 4de                            |
| 2005/2006 | 4de nationale   | 3         |                                              |
| 2006/2007 | 4de nationale   | 5         |                                              |
| 2007/2008 | 4de nationale   | 5         | laatste seizoen voor hervorming              |
| 2008/2009 | 1ste regionale  |           | hervorming competitie                        |
| 2009/2010 | 1ste regionale  | 1         | promotie naar 3de nationale                  |
| 2010/2011 | 3de nationale   | 6         | oprichting Gent Dragons                      |
| 2011/2012 | 3de nationale   | 8         | degradatie naar 1ste regionale               |
| 2012/2013 | 1ste regionale  | 1         | promotie naar 3de nationale                  |
| 2013/2014 | 3de nationale   | 6         |                                              |
| 2014/2015 | 3de nationale   | 5         |                                              |
| 2015/2016 | 3de nationale   | 4         |                                              |
| 2016/2017 | 3de nationale   | 3         | verhoging van het aantal teams van 7 naar 10 |
| 2017/2018 | 3de nationale   | 1         | promotie naar 2de nationale                  |
| 2018/2019 | 2de nationale   |           |                                              |

| seizoen   | competitie Gent Dragons  | eindstand | opmerking               |
| --------- | ------------------------ | --------- | ----------------------- |
| 2010/2011 | 2de regionale            | 4         | oprichting Gent Dragons |
| 2011/2012 | 2de regionale            | 8         |                         |
| 2012/2013 | 2de regionale            | 11        |                         |
| 2013/2014 | 2de regionale            | 7         | kampioen in 2B          |
| 2014/2015 | 2de regionale            | 9         |                         |
| 2015/2016 | 2de regionale            |           |                         |
| 2016/2017 | 3de nationale (reserven) | 4         | hervorming competitie   |
| 2017/2018 | 3de nationale (reserven) | 1         |                         |
| 2018/2019 | 2de nationale (reserven) |           |                         |